# Joaquín Morón Hidalgo
Joaquín José Morón Hidalgo (ur. 16 sierpnia 1942 w Boconó, zm. 30 października 2013) – wenezuelski duchowny katolicki, biskup Acarigua–Araure w latach 2002-2013.

## Życiorys
Święcenia kapłańskie przyjął 1 sierpnia 1965 i został inkardynowany do diecezji Trujillo. Po święceniach został wicekanclerzem kurii oraz wikariuszem biskupim ds. powołań. W 1967 otrzymał nominację na wicerektora seminarium oraz asystenta diecezjalnego Akcji Katolickiej. W latach 1978–1984 pełnił funkcję rektora w niższym seminarium, a następnie pracował w sądzie biskupim jako obrońca węzła, jednocześnie pełniąc funkcję proboszcza w Escuque (1984-1992).
25 lipca 1992 papież Jan Paweł II mianował go biskupem Valle de la Pascua. Sakry biskupiej udzielił mu 7 października 1992 ówczesny nuncjusz apostolski w Wenezueli, abp Oriano Quilici.
27 grudnia 2002 został mianowany biskupem Acarigua–Araure.
Zmarł 30 października 2013.